# Juillet
Pour les articles homonymes, voir Juillet (homonymie).
juin août
Juillet est le septième mois des calendriers grégorien et julien.

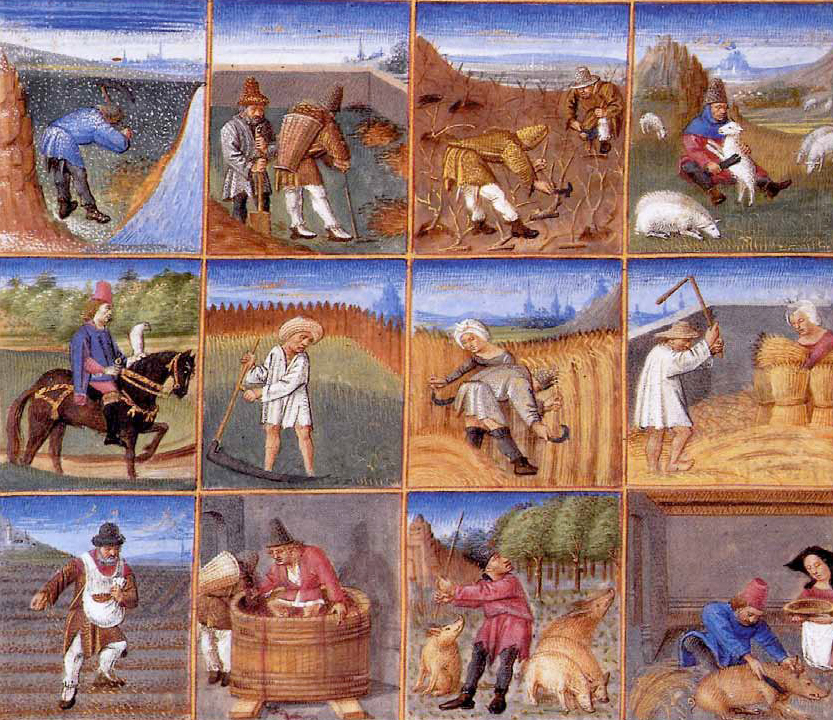
Dans le Ruralium commodorum opus de Pierre de Crescent, premier traité d’agriculture écrit depuis l’Antiquité, le mois de juillet est symbolisé par la moisson à la faucille.

## Étymologie
L'étymologie du nom « Juillet » est due à Jules César, qui est né le 13 du mois Quinctilis, appelé plus tard Iulius en son honneur.

## Fêtes
- L’empereur Auguste a renommé le cinquième mois de l’année Quintilis en Julius pour rendre hommage à Jules César, né le 12 ou le 13 juillet[1], en 100 av. J.-C.
- En Algérie, en Belgique, au Canada, au Pérou, en Colombie, aux États-Unis, aux Comores et en France, ce mois est celui de la fête nationale :
- le 1er juillet au Canada (création du Canada en 1867),
- le 4 juillet aux États-Unis (déclaration d'indépendance en 1776),
- le 5 juillet en Algérie (fête de l'indépendance de 1962),
- le 6 juillet aux Comores (fête de l'indépendance de 1975).
- le 9 juillet en Argentine (fête de l'indépendance en 1816),
- le 14 juillet en France (commémoration de la Fête de la Fédération en 1790 et indirectement la prise de la Bastille en 1789),
- le 20 juillet en Colombie (fête de l'indépendance de 1811),
- le 21 juillet en Belgique (serment de Léopold Ier, premier roi des Belges, en 1831).
- le 28 juillet au Pérou (fête de l'indépendance 1821),

## Congés
L’adjectif juillettiste (ou parfois juilletiste) désigne quelqu’un prenant des vacances en juillet, par opposition aux aoûtiens, prenant leurs congés en août. Les congés scolaires annuels les plus longs ont lieu traditionnellement en été à partir de juillet car c’était la saison des récoltes et des fourrages, qui demandaient autrefois un apport important de main-d’œuvre agricole (notamment les enfants d'âge scolaire).

### Dictons du mois et interprétations
Ces dictons traditionnels, parfois discutables, ne traduisent une réalité que pour les pays tempérés de l'hémisphère nord.
- « Juillet doit rôtir ce que Septembre mûrira »
- « Chaud juillet sur frais juin, peu de foin mais bon vin ! »
- « Plus juillet n'est point beau, plus l'an vaut »